# Osered'
L'Osered' (in russo Осередь?) è un fiume della Russia europea, affluente di sinistra del Don. Scorre nei rajon Buturlinovskij e Pavlovskij dell'oblast' di Voronež.
Il fiume inizia 4 km a est della città di Buturlinovka in un canalone paludoso e scorre in direzione sud-occidentale attraversando molti villaggi. Sfocia nel Don a 1 161 km dalla foce, vicino alla città di Pavlovsk. Ha una lunghezza di 89 km; l'area del suo bacino è di 2 420 km².